# Hazel Crest
Hazel Crest es una villa ubicada en el condado de Cook en el estado estadounidense de Illinois. En el Censo de 2010 tenía una población de 14100 habitantes y una densidad poblacional de 1.596,02 personas por km².

## Geografía
Hazel Crest se encuentra ubicada en las coordenadas 41°34′27″N 87°41′21″O / 41.57417, -87.68917. Según la Oficina del Censo de los Estados Unidos, Hazel Crest tiene una superficie total de 8.83 km², de la cual 8.78 km² corresponden a tierra firme y (0.62%) 0.05 km² es agua.

## Demografía
Según el censo de 2010, había 14100 personas residiendo en Hazel Crest. La densidad de población era de 1.596,02 hab./km². De los 14100 habitantes, Hazel Crest estaba compuesto por el 10.23% blancos, el 85.17% eran afroamericanos, el 0.23% eran amerindios, el 0.65% eran asiáticos, el 0% eran isleños del Pacífico, el 1.67% eran de otras razas y el 2.04% pertenecían a dos o más razas. Del total de la población el 3.74% eran hispanos o latinos de cualquier raza.